# Руссель, Альбер
Альбе́р Шарль Поль Мари Руссе́ль (фр. Albert Charles Paul Marie Roussel; 5 апреля 1869 — 23 августа 1937 года) — известный французский композитор первой трети XX века.
Начав свою жизнь гардемарином на военных кораблях дальнего плавания, он очень поздно (только к сорока годам) стал профессиональным музыкантом. В истории искусства найдётся очень немного художников, чья этика жизни и творчества приближалась бы к настолько суровому кодексу морали и чести, которому всю жизнь неуклонно следовал Руссель. Признание шло к нему долгим путём, но за всю свою жизнь он не сделал ни одного роняющего собственное достоинство шага ради ускорения этого пути.
Творческий путь Альбера Русселя отличался постоянным поиском своего стиля в запутанном лабиринте художественных направлений музыкальной Франции начала XX века. Пройдя последовательно через влияние Вагнера и Франка, затем через увлечение импрессионизмом Дебюсси, экзотическим ориентализмом, позднее — жёстким авангардом Стравинского и политональностью Мийо, Альбер Руссель под впечатлением примера поздних сочинений Эрика Сати закончил свой путь как виднейший неоклассицист в музыке.
В тридцатые годы XX века Альбер Руссель занял место общепризнанного и уважаемого лидера среди французских композиторов.

## Биография ещё не композитора
Альбе́р Ша́рль По́ль Мари́ Руссе́ль родился 5 апреля 1869 года в городе Туркуэн (Северный департамент Франции, граничащий с Фландрией) в семье богатых французских фабрикантов, торговцев текстилем. Фамилия Русселей была столь же давно известной, сколь и обеспеченной: поколение за поколением Руссели были образованными, культурными буржуа, активно участвующими в общественной и политической жизни своей провинции и даже Франции в целом. Так, прапрапрадед Альбера Русселя был депутатом от третьего сословия в Генеральных штатах 1789 года и голосовал за казнь Людовика XVI. Позднее, уже при Конвенте он занимал пост военного министра, а после 18 брюмера — отказался от политической деятельности и вернулся в свою провинцию, что, возможно, спасло ему жизнь. Дед Альбера Русселя, уважаемый глава и владелец текстильной фабрики, в течение последних 30 лет своей жизни был бессменным мэром родного города Туркуэн.
Но, несмотря на богатство и прочное положение своей семьи, маленького Альбера Русселя ожидало тяжёлое детство. Он очень рано осиротел, потеряв отца ещё в младенчестве, а мать — в семилетнем возрасте. Ещё четыре года он прожил в семье своего деда, занимавшего в те годы должность мэра его родного города Туркуэн. Но когда Альберу исполнилось одиннадцать лет, его дед также скончался. Ещё четыре года Альбер провёл в семье тётки — сестры своей покойной матери. Несмотря на заботливое и внимательное отношение родственников, мальчик чувствовал себя одиноким и всё свободное время отдавал чтению и фантазиям. Его любимый автор — Жюль Верн, пробудивший у него любопытство и желание путешествовать. Кроме того, едва ли не каждое лето он проводил на морском курорте в Бельгии. Возможно, всё это вместе постепенно воспитало в нём любовь к морю и, в конце концов, вызвало желание стать военным моряком. Одновременно Руссель увлекался математикой и другими точными науками. Кроме занятий в колледже, Руссель обучался дома игре на фортепиано, неизменно вызывая своей музыкальностью и восприимчивостью восторг пожилой учительницы, органистки местной церкви Нотр-Дам.
Одинокое, переполненное утратами близких детство, тем не менее, не искалечило психику Альбера Русселя, скорее, даже наоборот. Он выработал в себе и сохранил до конца жизни высокие и жёсткие моральные принципы, а также необычайную выдержку, самодисциплину и сдержанность, которые выгодно отличали его от большинства современных артистов и вызывали неизменное уважение окружающих.
В возрасте пятнадцати лет Руссель отправился в Париж, чтобы завершить среднее образование в лицее Станислава. Среди его учителей — известнейший историк французской литературы Рене Думик, а среди одноклассников — Эдмон Ростан, будущий поэт и драматург.
В 1887 году, после получения аттестата зрелости Руссель держит экзамен в Высшую военно-морскую школу. Среди шестисот кандидатов он принят по конкурсу — шестнадцатым. Впрочем, будущий морской офицер старается не забывать и о музыке. Отбывая практику в плавании по Атлантике на парусном фрегате «Мельпомена» (довольно симптоматичное название), Руссель организует из гардемаринов маленький оркестр и любительский хор, сопровождающий воскресные мессы своей, немного особенной музыкой. Курьёзно, что ради некоторого «разнообразия» Руссель вставляет в сопровождение мессы некоторые запомнившиеся ему по парижской жизни мелодии, например, королевский марш из «Прекрасной Елены» Оффенбаха.
После производства в офицеры Альбер Руссель получил назначение сначала на крейсер «Победитель», а затем на канонерку «Стикс», на которой совершил длительное плавание по южным морям на дальнем востоке. В 1889—90 годах Руссель входил в состав экипажа фрегата «Ифигения» и участвовал в кругосветной экспедиции. Как раз к этому времени относятся первые сочинения Русселя: «Фантазия» для скрипки и фортепиано, а затем «Анданте» для скрипки, альта, виолончели и органа. Работая над этими пьесами, Руссель имел возможность убедиться в недостатке знаний самых элементарных правил музыкальной композиции. Несмотря на самостоятельное изучение учебника гармонии Дюрана, Руссель ощущал себя в музыке совершенным дилетантом.
К профессиональной карьере его подтолкнула случайность или розыгрыш одного приятеля по морской службе. Однажды, когда в кают-компании Руссель наигрывал на рояле свои пьесы, один из сослуживцев, брат известного оперного певца, будучи в хорошем расположении духа, вызвался показать его сочинения своему брату и другим профессионалам. Спустя полгода, вернувшись из отпуска, сослуживец рассказал Русселю, что его пьесы произвели большое впечатление, и что маститый брат посоветовал Русселю всерьёз посвятить себя музыке… Спустя много лет, когда Альбер Руссель уже стал известным композитором, эта история неожиданно раскрылась. Старый приятель сознался, что находясь в отпуске попросту позабыл своё обещание, так и не показав своему брату пьесы Русселя. Однако, к тому времени дело было уже сделано. Руссель стал известным и уважаемым профессиональным музыкантом, композитором и профессором полифонии.
В 1894 году, возвратившись во Францию из дальнего похода, Альбер Руссель получил длительный отпуск, который провёл у своих родственников в Рубэ. Весь отпуск он решил посвятить изучению основ музыкальной теории. С просьбой дать ему частные уроки он обратился к директору консерватории в Рубэ Жюльену Косзулю, опытному и известному органисту школы Нидермейера. Пролистав первые творческие опыты молодого офицера, Косзуль настоятельно рекомендовал ему поехать в Париж и показать сочинения Эжену Жигу, профессору полифонии и композиции в школе Нидермейера. Недолго раздумывая, Руссель последовал совету Косзуля и получил очень благожелательный отзыв парижского профессора. Поверив высоким оценкам и рекомендациям Косзуля и Жигу серьёзно заняться музыкой, Руссель, наконец, принял решение оставить службу на флоте. В сентябре 1894 года Руссель вышел в отставку. Позднее Эжен Жигу говорил о своём одном из лучших учеников, Русселе, что «он одарён настоящим гением фуги».
Альбер Руссель необычно поздно решился выбрать карьеру профессионального музыканта. До 25 лет его занятия были весьма далеки от искусства. Подобно Римскому-Корсакову, всю свою первую молодость он провёл гардемарином в походах по дальним морям. Но впоследствии, даже занимаясь преподаванием или сочинением музыки, Руссель до конца своих дней сохранил и перенёс в своё творчество склонность к морю, путешествиям и экзотике дальних стран. И хотя ни в одном из его музыкальных произведений не встречается ни морских образов, ни даже самой темы моря, тем не менее дальние страны, походные наблюдения и экзотические народы оставили свой глубокий отпечаток, видимый всякому, кто соприкасается с творчеством Русселя.

## Биография композитора
В октябре 1894 года Альбер Руссель поселился в Париже и начал активно изучать гармонию, контрапункт и фугу под руководством своего нового учителя, Эжена Жигу. Строгая школа Нидермейера, основанная на контрапункте строгого письма и высокие образцы, на которых Руссель проходил теорию музыки (Бах, Гендель, Моцарт и Бетховен) с самого начала способствуют формированию у него классически-прозрачного и ясного мышления. До конца своих дней Альбер Руссель сохранил благодарность и глубочайшее уважение к своему учителю. В своих «Воспоминаниях» он посвящает Эжену Жигу далеко не одну страницу, среди которых можно найти и такие слова:

…Широких взглядов, свободный от какой-либо схоластической предвзятости, точный в своих наблюдениях, ставивший чисто музыкальные соображения выше всяких школьных правил, а эстетические — выше междоусобных ссор, он живёт в моей памяти как совершенный образец учителя, у которого молодой музыкант мог выучиться своему искусству.— 
Судя по всему, именно по этому образцу Руссель и сам, несколькими годами позднее, строил и свою собственную преподавательскую работу. Слова Русселя, сказанные о своём учителе, Эжене Жигу в превосходной мере применимы и к нему самому.
В общей сложности период учения занимает у Русселя 15 лет — по существу, не такой большой срок, как это может показаться на первый взгляд. Именно столько длится обыкновенное высшее музыкальное образование (по современным стандартам). Однако учиться он начинает не с пяти или семи лет, как это обычно принято, а только с 25, так что окончательно перестаёт быть студентом — только к сорока годам. Вот что необходимо помнить, наблюдая довольно позднюю музыкальную карьеру Русселя. В 1898 году, превосходно подготовленный четырьмя годами обучения у Жигу, Руссель поступает в только что открывшуюся «Школу канторум» в класс полифонии, оркестровки и свободного сочинения Венсана д’Энди, одновременно маститого композитора вагнеровского направления, видного дирижёра и организатора музыкальной жизни Франции. В своей монографии, посвящённой жизни и творчеству Русселя, Андре Оэре исчерпывающим образом характеризует годы его учения и истоки формирования индивидуального стиля:

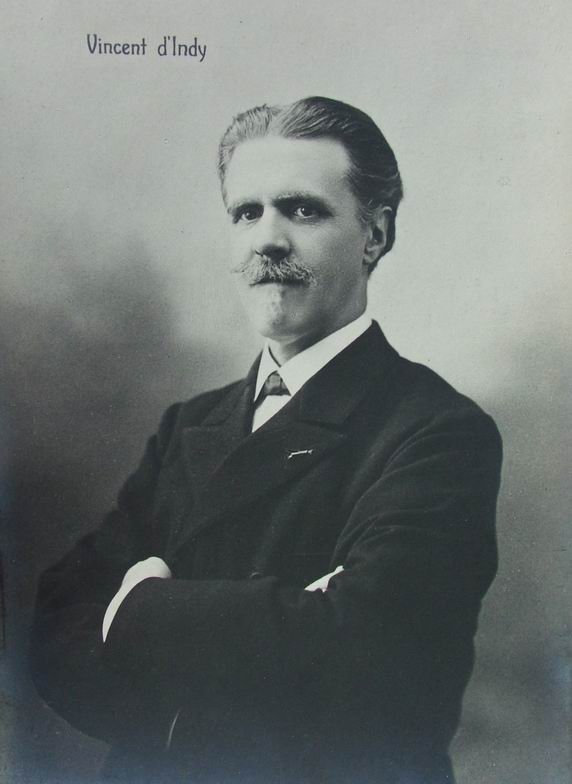
Венсан д’Энди, глава Schola cantorum

…в праздных спорах определения принадлежности Русселя к дебюссизму или д’эндизму, в противопоставлении системы воспитания Schola и Консерватории как-то забывают о решающем значении в его формировании как композитора, принципов школы Нидермейера, прежде всего благодаря Косзулю и Жигу. Принципов той самой школы, из стен которой вышли Сен-Санс, Габриэль Форе и Мессаже.— Hoeree A. Albert Roussel. — Paris, 1938. — P. 21.
Венсан д’Энди, очень скоро убедившись в исключительных познаниях нового студента в области полифонии, почти сразу назначил его своим ассистентом, а затем, по окончании курса в Schola cantorum, предложил ему руководить классом контрапункта и фуги. Таким образом, окончив через пять лет школу по классу полифонии, с 1902 года Руссель начинает сам преподавать в ней курс полифонии, одновременно продолжая учиться у Венсана д’Энди по другим предметам вплоть до 1908 года.
Schola cantorum, почти религиозное учебное музыкальное заведение, находившееся под патронатом Католического института, представляло собой особенное явление на музыкальной карте Франции начала XX века. С одной стороны, оно имело репутацию оплота консерватизма. Обучение в нём почти полностью строилось на изучении старинной церковной музыки, грегорианского хорала, техники старой полифонии (на примере творчества Палестрины, Шютца, Баха, Генделя, а также некоторых «особо допущенных» французских мастеров, таких как, Люлли, Рамо и Куперена. Также, разумеется, одним из главных столпов музыкальной системы Школы канторов был учитель и кумир её многолетнего бессменного главы Венсана д’Энди, маститый французский органист и композитор, Сезар Франк. Понятно, что профессору полифонии, каковым был Альбер Руссель, отводилась почётная роль проводника идей строгого стиля и церковных канонов старого письма. Казалось бы, что может быть консервативнее и суше изложенной программы? Однако, строгая и почти церковная Schola cantorum в начале 1900-х годов неожиданно становится противовесом почти загнившей бюрократической Академии музыки и омертвелой, ретроградной системы обучения в парижской консерватории. Из стен Школы канторов уже за первые десять лет её существования выходят как смелые музыканты-экспериментаторы, получившие крепкую профессиональную базу, так и дерзкие авангардисты первого ряда, взрывавшие устои современного искусства, такие как Эрик Сати или Эдгар Варез. Между прочим, оба только что названных музыканта изучали курс контрапункта и полифонии в классе профессора Альбера Русселя, сохранив о нём самую добрую память и прекрасное отношение на долгие годы.

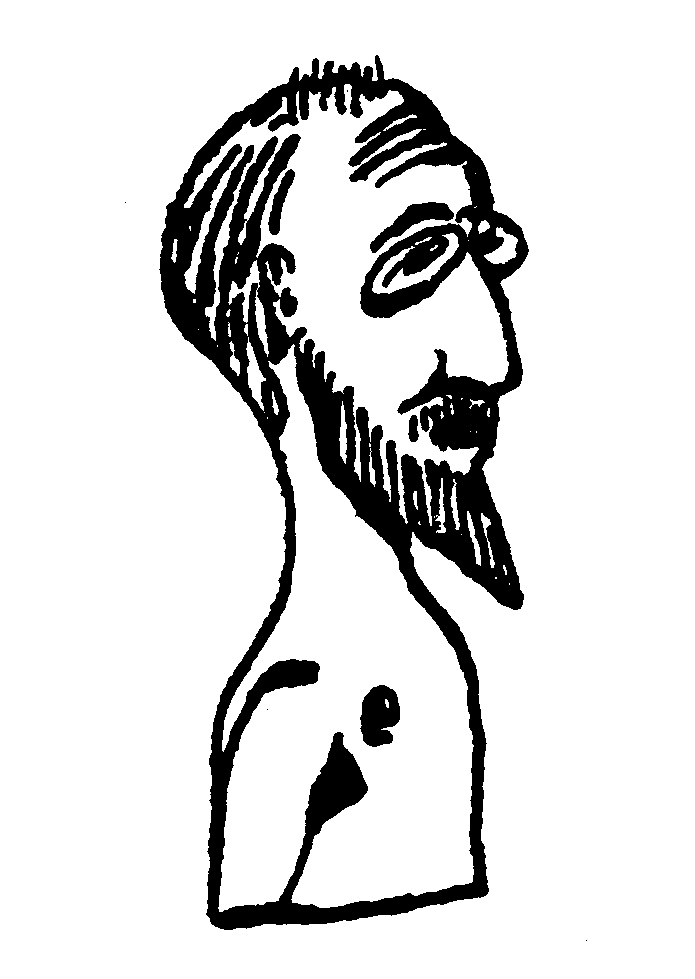
Эрик Сати, автопортрет 1913

Ровный, выдержанный и неизменно внимательный характер Альбера Русселя как нельзя больше подходил именно для преподавательской работы с яркими творческими личностями. В течение двенадцати лет он был вдумчивым и обстоятельным педагогом Schola cantorum по истории и теории полифонического искусства. Из класса контрапункта Альбера Русселя вышли такие необычные и значительные композиторы, как Эрик Сати, Поль Ле Флем, Эдгар Варез, Алексис Ролан Манюэль, Ги де Лионкур, Марсель Орбан, а также многие зарубежные музыканты, среди которых известнейший чешский композитор Богуслав Мартину, румынский композитор Стан Голестан, уругваец Альфонсо Брока, итальянец Чезаре Бреро и чешка Юлия Рейсерова.
Даже вечно ехидный Эрик Сати (сорокалетний ученик, бывший старше своего педагога на три года) находил в своей душе только добрые слова о своём профессоре. Время от времени он любил приговаривать, подделываясь под тон Русселя, его любимую фразу — во время проверки домашних заданий: «Композитору, как и хирургу, необходимо всегда иметь при себе Инструментарий Точной Гармонии».:195 Но и спустя десять лет после окончания курса контрапункта в своих статьях и заметках Эрик Сати не раз находил повод не без удовольствия отметить, что «…в течение трёх лет я работал (над собой) с Альбером Русселем, другом которого, смею заметить, остаюсь и до сих пор». Безусловно, по своим душевным и волевым качествам Руссель разительно отличался от обычной парижской богемы и артистических кругов.
Осенью 1909 года Руссель осуществляет свою давнюю мечту — путешествие в Индию. Ещё молодым офицером он познакомился с некоторыми портовыми городами. Теперь он с молодой женой совершает тщательно продуманное и составленное заранее путешествие по древним городам в глубине страны. По возвращении во Францию привезённые из Индии впечатления выливаются в несколько весьма примечательных для всей европейской музыки сочинений. Первое из них — симфонический триптих «Вызов видений» (фр. Evocations) для солистов, хора и оркестра. Впервые исполненный в Париже 18 мая 1912 года, он поразил слушателей и критиков своей яркой экзотической необычностью в сочетании с импрессионистическим стилем. Руссель запечатлел в этом триптихе подземные храмы Эллоры, красоты залитых солнцем беломраморных дворцов в Джайпуре и песнь приветствия небу молодого факира на берегу Ганга в Бенаресе. Успех премьеры был ошеломительным. Русселя сразу и бесповоротно признали одним из лидеров современной французской музыки.
Следующим шумным успехом был отмечен его одноактный балет-пантомима «Пиршество паука» (фр. Le festin de l'araignée), поставленный в парижском Театре Искусств 3 апреля 1913 года. Вместо запланированных восьми спектаклей балет до конца сезона был показан 22 раза. На волне популярности Руссель создал симфоническую сюиту из своего балета, которая завоевала широкую известность и до сих пор занимает почётное место на концертных эстрадах мира наряду с «Фавном» Дебюсси, «Учеником чародея» Дюка и «Вальсом» Равеля. Именно благодаря «Пиршеству паука» и «Вызову видений» в предвоенные годы Руссель окончательно входит в число виднейших композиторов-импрессионистов. Крупный парижский музыкальный издатель Жак Дюран, специализировавшийся на работе с импрессионистами, охотно издаёт его произведения наряду с музыкой Равеля, д’Энди, Дебюсси и Шмита. В конце 1913 года Руссель получает заказ от Grand Opera на оперу по любому интересному для него либретто. И Руссель в качестве сюжета снова выбирает индийскую тему — легенду XIII века о Падмавати, верной жене Ратан-сена. Однако ему удалось только полгода работать над своей новой оперой.
Первая мировая война поставила жирную черту как в композиторской, так и в преподавательской работе Русселя. Ему сорок пять лет. Призывная комиссия не принимает его в действующую армию из-за состояния здоровья. Однако, Руссель всё же поступает волонтёром в Красный Крест и почти два года работает водителем скорой помощи в прифронтовой полосе. Даже в этом, далёком от музыки деле они с Морисом Равелем снова становятся близкими коллегами: уже в конце октября 1914 года и Морис Равель, также забракованный медиками, добровольцем поступит в автомобильный полк и прослужит шофёром грузовика до 1918 года. Спустя полтора года службы в Красном Кресте, Альберу Русселю, впрочем, удалось перевестись ближе к фронту и поступить офицером транспортной службы — в действующую артиллерию. В чине лейтенанта Руссель принимал участие в военных действиях в Шампани, на Сомме и под Верденом в 1916—1917 годах. Чуть менее чем за год до окончания войны, в январе 1918 года Альбера Русселя всё же окончательно комиссовали из армии — так же, как и Равеля, по болезни. После демобилизации он долго восстанавливает подорванное войной здоровье. Только летом 1918 года Руссель смог возвратиться к нормальной жизни и снова взяться за прерванное сочинение оперы «Падмавати». К преподавательской работе в Schola cantorum Руссель больше не вернулся, однако и впредь охотно оказывал помощь в области полифонии и композиции обращавшимся к нему молодым музыкантам.
Ещё на фронте Русселя очень беспокоила судьба оставленного им сочинения оперы «Падмавати». Нужна ли будет кому-нибудь после тяжких лет войны эта старая повесть о любви и смерти?..

…Всё это наверняка станет «чем-то довоенным», то есть отделённым от нашего сегодня стеной, настоящей стеной… Ведь нужно будет начинать жить заново, с новым отношением к жизни, это не означает, что всё происходящее до войны будет забыто, но всё, что будет делаться после войны, станет другим. <…> Моя Падмавати ещё достаточно сильна, чтобы вынести испытание ещё двух-трёх лет ожидания (и каких лет!), прежде чем она встретится с публикой— Альбер Руссель. Письмо к жене от 9 апреля 1916 года
Руссель немного ошибся. «Падмавати» пришлось дожидаться этой встречи не два-три, а ещё семь лет. Но зато премьера 1 июня 1923 года стала фундаментальным успехом Русселя. Впрочем, среди восторгов раздавались и отдельные критические голоса. Весьма показателен в этом смысле был отзыв Поля Дюка на премьеру большой оперы Русселя. Отдав должное высоким достоинствам музыки и чрезвычайной (поистине восточной) роскоши постановки, Дюка всё же счёл необходимым указать на некоторое злоупотребление внешними эффектами при недостаточно рельефной проработке характеров основных действующих лиц спектакля. Однако мощная сила и оригинальность образного строя «Падмавати» побеждала все сомнения. При крайней сложности и дороговизне её постановки, она появлялась на сцене в 1925, 1927 и 1931 году, завоёвывая для Русселя всё большее число поклонников его таланта. В 1938 году уже раз упомянутый Артюр Оэре в своей книге о Русселе весьма справедливо посетовал на малую известность этой колоритной партитуры за пределами Франции.

Не только потому, что она вместе с «Антигоной» Онеггера и «Христофором Колумбом» Мийо относится к числу наиболее знаменательных творений нашего театра после войны, но главное, ещё и потому, что она обладает в самой высокой степени теми качествами, которые, по какой-то дурной традиции, не признают за французской музыкой: она отличается силой и глубиной.— Hoeree A. Albert Roussel. — Paris, 1938. — P. 59.
После окончания войны, в 1920 году Альбер Руссель купил загородный дом в Нормандии, недалеко от берега моря, где и провёл большую часть отведённых ему ещё семнадцати лет активной жизни. Последние полтора десятилетия жизни Русселя отличаются особой интенсивностью как творчества, так и общественной деятельности. Наряду с Равелем в 1920-е годы Руссель — признанный вождь французской музыки. С началом долгой болезни Равеля, когда тот постепенно отходит от участия в культурной жизни Парижа, Руссель остаётся практически единоличным лидером. В тридцатые годы Руссель возглавляет французскую секцию Международного общества современной музыки и вместе с Андре Капле входит в жюри ежегодного фестиваля. До конца жизни Руссель не теряет живости характера и остаётся открыт для всего нового. Он поддерживает творчество молодых французских композиторов, многое из последних тенденций авангарда проникает и в его произведения. Но и молодые композиторы с начала 20-х годов всё более присматриваются к его творчеству. После смерти Эрика Сати практически вся французская «Шестёрка» испытывает на себе влияние личности и творчества Русселя, в особенности — Артюр Онеггер.
Последнее своё плавание Руссель совершает уже не на восток, как это случалось ранее, а в Америку, с триумфальными гастрольными концертами. В 1930 году по заказу Сергея Кусевицкого Руссель пишет свою Третью Симфонию для празднования юбилея Бостонского оркестра. Это одно из сильнейших его произведений, полное силы, энергии, остроты и драматизма.
Последние полтора года жизни Руссель чувствует себя всё хуже, сердечная болезнь обостряется и весной 1937 года по настоянию врачей он уезжает на приморский курорт Руайян, на юго-западе Франции, чтобы отдохнуть и подлечиться. Однако, сердечные приступы учащаются и становятся всё сильнее. 13 августа Руссель вынужден прервать сочинение своего духового Трио для гобоя, кларнета и фагота. Мужественно и предельно спокойно, как и всё в своей жизни, Руссель переносит страдания от учащающихся сердечных приступов.
Альбер Руссель, 68 летний французский композитор, его смерть от очередного сердечного приступа наступила около четырёх часов дня 23 августа 1937 года, в городе Руайян на юго-западе Франции. Он умер в том же 1937 году, что и его ближайшие коллеги и близкие товарищи по пройденному творческому пути: Морис Равель и Габриэль Пьерне.

«Композитору, как и хирургу необходимо всегда иметь при себе Инструментарий Точной Гармонии» — вот что не следовало бы забывать.:195

## Очерк творчества
Полный список сочинений Альбера Русселя включает в себя 59 изданных опусов и ещё примерно полтора десятка рукописей. Очень широкий стилистический диапазон творчества Русселя может навести на мысль о некоторой эстетической всеядности композитора. Между тем, это совершенно не верно. Художник искренне рефлексирующий, постоянно испытывавший повышенную ответственность перед самим собой и искусством, сам Руссель объяснял свои постоянные поиски неослабевающим стремлением найти максимальную выразительность музыкального языка. В этом поиске несомненно нашла проявление его замкнутая романтическая натура и любовь к постижению природы вещей. Но существовал и ещё один постоянный источник, в течение всей жизни толкавший Русселя к обновлению средств музыкальной речи. Это — Восток, с красочной и эклектической культурой которого он познакомился во время нескольких путешествий. В произведениях самых разных лет Руссель вставляет характерные ладовые обороты из индийской, камбоджийской и индонезийской народной музыки. Однако это не является для него методом введения «местного колорита», но только средством обогащения музыкального языка.
В своих лучших сочинениях, к которым следует отнести Третью и Четвёртую симфонии, оперу-балет «Падмавати», балеты «Вакх и Ариадна» и «Пиршество паука», а также «Фламандскую рапсодию» для оркестра, Руссель явно демонстрирует свой, узнаваемый и оригинальный творческий почерк. Его мелодический дар, впрочем, невелик. Тем не менее, многие темы обладают «характером», яркой интонацией и выразительностью.
Наибольшей ценностью в творчестве Русселя обладают его театральные работы, а также четыре симфонии и симфониетта, присутствие которых во французской музыке начала XX века можно признать почти уникальным явлением. По мнению многих музыковедов, французским композиторам в принципе чуждо так называемое симфоническое мышление. И в самом деле, «абсолютная музыка», не связанная со словом, литературной основой, программой, картинами природы или сценическим замыслом, весьма редко выходила из-под пера французских авторов. Четыре симфонии Альбера Русселя в известной степени переломили эту тенденцию. Причём, он сделал это, оставаясь истинно французским художником, безо всякого сдвига в область «немецкой дисциплины», против которой постоянно возражали Дебюсси и Равель. Но прежде всего заслуга Русселя в том, что его личный опыт дал толчок новому течению среди молодых французских композиторов, с новой силой обратившихся к чистой симфонической музыке. В этой связи достаточно назвать имена Артюра Онеггера, Дариюса Мийо, Анри Дютийё и Анри Соге.
На формирование стиля Русселя безусловно оказали влияние годы учения в Schola Cantorum. Такие авторитеты, как Палестрина и Бах, оставили свой отпечаток на зрелом стиле Русселя, богатом контрапунктами и сложной полифонической вязью голосов. В сравнении с тонкой нюансировкой близких ему французских композиторов, таких как Форе и Дебюсси, оркестр Русселя не в пример более плотный и тяжёлый, даже в тех его сочинениях, которые по традиции называются импрессионистскими. Во все периоды своего творчества, каким бы оно ни выглядело внешне, по своему темпераменту и способу мышления Руссель ближе всего стоял к классицизму.
В нескольких сочинениях Руссель также отдал дань такому новому и набиравшему в его время силу явлению, как американский джаз. Одно из его сочинений для голоса и фортепиано так и называется «Ночной джаз» (1929 год) и явно перекликается с такими произведениями его современников, как скрипичная соната Мориса Равеля, или балет «Сотворение мира» Дариюса Мийо.
В своей книге «Воспоминаний» Альбер Руссель избавил позднейших исследователей от необходимости делать собственные умозаключения. Он сам, как маститый педагог Schola cantorum, довольно убедительно проанализировал собственное творчество и выделил из него три ясно очерченных стилистических периода:

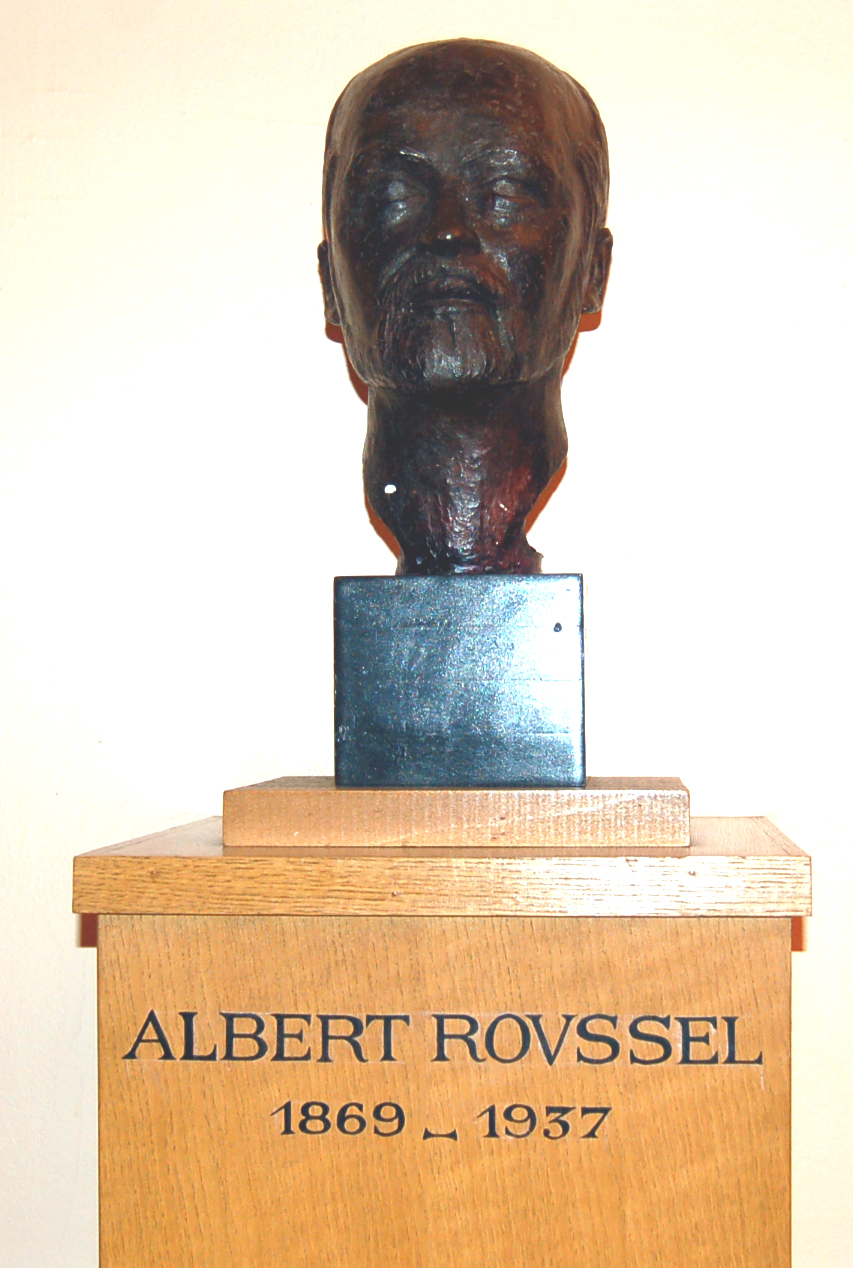

Первый период, с 1898 до 1913 года, который условно можно назвать импрессионистским. В основном он включает в себя годы учения. Говоря в книге «Воспоминаний» о своём творчестве, автор кое-где смягчает формулировки. Так, по оценке Русселя, его музыка этих лет находилась «слегка, очень слегка под влиянием Дебюсси, имея в виду, прежде всего, склонность к жёсткой форме, которую мне привил мой учитель, Венсан д’Энди». Оценивая слова и музыку Русселя со стороны, можно сказать, что хотя этот период творчества вполне справедливо называется «импрессионистическим», тем не менее, в его музыке этого времени содержится не меньшее число и восточных влияний. Именно этим Альбер Руссель разительно отличался от своих коллег по музыкальному импрессионизму.
Первый оркестровый опыт Русселя — симфоническая прелюдия «Воскресение» по роману Льва Толстого (1903 год). Она была исполнена 17 мая 1904 года в концерте Национального музыкального общества под управлением Альфреда Корто, неизменно проявлявшего интерес к творчеству Русселя. Непривычная густота музыкального языка, общий сумрачный колорит (прелюдия завершалась хоралом на обиходную грегорианскую тему), а также заметная перегрузка нижнего регистра в оркестре вызвали суровую отповедь критики начинающему композитору, находящемуся ещё под явным влиянием симфонического стиля Франка. Руссель молча и спокойно принял критику, оставил партитуру в рукописи — и более к ней никогда не возвращался.
Совсем в ином духе выдержаны следующие оркестровые сочинения, отмеченные всё более нарастающем влиянием Клода Дебюсси. Мягкий и поэтичный «Летний вечер» (1904) и весьма красочный «Сбор винограда» (1905) по поэме Леконт де Лилля также впервые исполнял Корто. Несмотря на достаточно благожелательные отзывы прессы, Руссель уничтожил партитуру «Сбора винограда» сразу же после его исполнения, так как счёл неудавшимися как форму, так и оркестровку своего сочинения. Затем Руссель с новыми силами берётся за уже начатую годом раньше четырёхчастную симфонию, которую называет «Поэма леса» (1904—1906). Классические формы симфонического цикла сочетаются в ней с картинами природы, разделёнными на четыре времени года. Части имеют подзаголовки: «Лес зимой», «Весеннее обновление», «Летний вечер» (ранее написанный как отдельная оркестровая пьеса) и «Фавн и дриады». Несколько раз части симфонии исполнялись в концертах по отдельности и только 7 февраля 1909 года в концерте Оркестра Ламурё состоялась полная премьера симфонии под управлением Венсана д’Энди. Авторитетные критики Жан Марноль и Гастон Карро высоко оценили «Поэму леса», увидев в её авторе многообещающего симфониста.

…в поколении композиторов, непосредственно следующих за Полем Дюка и Альбериком Маньяром, быть может именно он, Руссель, подаёт самые большие надежды. Чем больше он творит, тем заметнее в мсье Альбере Русселе проявляется недюжинная индивидуальность: и в том, о чём он говорит, и в том, как он выражает свои мысли. Индивидуальность его души обуславливает собой и индивидуальное своеобразие его стиля.— Karrot G. «Liberte», 9 fev.1909.
Почти одновременно с симфонией Руссель завершает камерный «Дивертисмент» для рояля и пяти духовых инструментов. Это жизнерадостная и брызжущая юмором музыка отличается виртуозным владением каждым инструментом и прекрасным ансамблем в целом. Музыкальные темы в нём рельефны и выпуклы, а линии и грани формы — чётки. Все эти черты, явно противоположные общей эстетике импрессионизма, предвосхищают неоклассические тенденции послевоенного творчества. Некоторые критики отметили в музыке «Дивертисмента» черты, сближающие творчество Русселя с набиравшим тогда силу — фовизмом в живописи.
Подытоживая сказанное, к наиболее известным работам первого периода можно отнести: «Дивертисмент» ор.6 для квинтета деревянных духовых и фортепиано (1906), Симфония № 1 «Поэма леса» ор.7 (1904—1906), «Продавец песка» музыка к спектаклю для детей (1908), «Вызов видений» ор.15 триптих для хора, оркестра и баритона (1910—1911) и балет-пантомима «Пиршество паука» ор.17 (1912). О двух последних сочинениях было сказано ранее.
Второй период творчества сам Руссель отсчитывает с 1918 года, когда он вернулся с войны и заканчивает — 1925 годом, когда окончательно оформляется его переход к неоклассицизму. По существу этот период можно назвать переходным или смешанным, в течение которого Руссель экспериментировал, постепенно формируя черты своего зрелого стиля. Связующим звеном между прошлой и новой музыкой для Русселя была партитура оперы «Падмавати», работа над которой продолжалась с перерывом на войну — почти восемь лет. Но в остальных произведениях этого времени импрессионистическая расплывчатость повсюду уступает ясным линиям, музыка приобретает определённость, более жёсткий ритм, кроме того, значительно увеличивается количество диссонансов. Безусловно, самым сложным и перегруженным сочинением этого периода является Вторая Симфония, написанная в 1919—1921 годах, после которой Руссель стал двигаться к более простым и точным формам музыкального языка. Вернувшись с фронта, Руссель очень сильно изменился. Он уже не мог писать как прежде, балансируя на грани импрессионистской красивости и восточной пышности языка. Серьёзные перемены в своём стиле и отношении к творчеству сам Руссель объяснял так:

…Четыре года войны для меня как музыканта не прошли даром. Я употребил их на размышления о своём искусстве. Из этого вынужденного пересмотра пройденного мной пути я извлёк много пользы. Как и многие, я был увлечён новыми методами музыкального мышления. Поначалу меня пленил импрессионизм; моя музыка, может быть, слишком сильно тяготела к внешней стороне явлений, к живописному началу, которое, — как я стал думать немного позднее, — лишало музыку какой-то части только ей присущей истины. С той поры я решил расширить гармоническое начало моего письма, я старался приблизиться к идее создания музыки, в которой замысел и его реализация проистекали бы из неё самой и заключались также в ней самой.— Руссель A. Воспоминания.
Именно Вторая Симфония, написанная на второй год после Возвращения, стала той окончательной чертой перелома, которой Руссель публично отделил себя от импрессионизма. Премьера «нового стиля» Русселя состоялась 4 марта 1922 года в концертах Паделу («Шаг Волка»). Жёсткостью и некрасивостью своего музыкального языка Вторая Симфония произвела неожиданное и неблагоприятное впечатление на всех: и на традиционалистов, любителей консонанса, и на сторонников импрессионизма, уже привыкших видеть Русселя в рядах правоверных «дебюссистов».

«…Увы, Альбер Руссель нас покидает. Он покидает нас не попрощавшись, молчаливо, скромно, сдержанно, как всегда… Вот видите, он уйдёт, он уходит, он ушёл… Но куда?»— ( Vuillermoz Emile, «Excelsior», 6 marts 1922.)
Пространной и необычайно искренней тирадой на Вторую Симфонию Русселя откликнулся и его бывший ученик, Эрик Сати, в тот момент одинаково далёкий и от импрессионизма, родоначальником которого он сам был тридцать лет назад, и от чисто музыкальных поисков Альбера Русселя. Вторая симфония стала не только знаковым событием в послевоенной музыкальной жизни Франции, но лично Сати нашёл в ней лишний повод ещё раз противопоставить академистам и профессионалам от музыки — настоящее живое искусство.

Исполнение на одном из концертов «идущего волка» прекрасной симфонии Альбера Русселя было превосходным и благородным событием, взволновавшим наши мутные музыкальные воды. О ужас, о страх! — в них излилась ещё одна порция настоящей звуковой анархии — призрак, более известный под именем какофонии. <…> Среди многих упрёков, постоянно адресованных Альберу Русселю, есть один, который лучше всего застревает в моей памяти (возможно потому, что он имел прямое отношение к Римской Премии). В чём же его упрекают? — да в том, что он аматёр…, любитель.
Сам собой возникает вопрос: но как же распознается этот «любитель»?.. Можете зря не ломать голову, ответ очень прост. Любитель — тот, кто не получил Большой Римской Премии, разумеется. Позвольте мне предельно вежливо и любезно задаться следующим вопросом: а что есть такое упомянутая выше Премия? Клеймо некоего высшего существа, незаурядного, высшего качества, несерийного, распроданного и редкого. Несомненно, глядя на Альбера Русселя сразу понятно, что он не превосходный, не из ряда вон выходящий, не высшего качества, не раскупаемый, совершенно серийный и совсем не редкостный — так надо думать. Я очень сожалею об этом, но люблю его от того ничуть не меньше, и он это хорошо знает, надеюсь.— Эрик Сати. Происхождение Просвещения. — Feuilles Libres, iuni 1922.:501—502
После Второй Симфонии и окончания работы над оперой «Падмавати» в творчестве Русселя продолжают нарастать неоклассические тенденции. Спустя всего четыре года после премьеры «Сократ» Сати, ставшего открытием нового стиля, в 1922—24 годах Руссель пишет свою лирическую сказку «Рождение Лиры» по Софоклу, пытаясь максимально приблизиться к античному театру. Поставленная 1 июля 1925 года в Grand Opera, эта партитура Русселя на два года опередила появление «Эдипа» Стравинского и «Антигоны» Онеггера.
К наиболее известным работам второго, переходного периода творчества Русселя можно отнести следующие сочинения: опера-балет «Падмавати» ор.18 (1914—1922), «К весеннему празднику» симфоническая пьеса ор.22 (1920), Симфония № 2 ор.23 (1919—1921), «Рождение Лиры» лирическая сказка ор.24 (1923—1924), «Игры флейты» для флейты и фортепиано ор.27 (1924) и «Серенада» для флейты, струнного трио и арфы ор.30 (1925).
Третий период своего творчества Руссель начинает с 1926 года, и предел ему поставил уже не он сам в книге «Воспоминаний», а его смерть — летом 1937 года. В эти последние 11 лет жизни Руссель нашёл свой «окончательный стиль» — неоклассицизм. В целом он остаётся авангардным композитором, хотя звучание его произведений постепенно становится всё более прозрачным и проясняется. Безусловно, неоклассицизм Русселя имеет свои особенные черты, отличающие его от других авторов, одновременно (или почти одновременно) с ним начинавших работать в этом стиле. Прежде всего, это прежняя полифоничность письма, склонность к политональности и полимодальности, традиционная классическая форма и ясная функциональная оркестровка. Кроме того, Руссель (в отличие, например, от Сати и Стравинского) в своём неоклассицизме никогда не избегал выражения ярких и сильных эмоций. В этом смысле его неоклассицизм можно было бы назвать отчасти бетховенским.
Главные черты нового стиля Русселя получили своё завершённое воплощение в его «Сюите в тоне фа» 1926 года, с которой, собственно, он и начинает отсчёт своего третьего периода. Сюита состоит из трёх танцев: Прелюдии, Сарабанды и Жиги. Первое исполнение состоялось в концертах Бостонского симфонического оркестра 21 января 1927 года под управлением Сергея Кусевицкого. Скоро после премьеры «Suite in Fa» вошла в число самых исполняемых концертных произведений Альбера Русселя. Сам автор, понимая важность этого небольшого произведения для собственного творческого поиска, спустя полтора года после бостонской премьеры дал его развёрнутый анализ перед первым исполнением в Париже:

…с точки зрения внешней формы композитор избрал для себя образцом классическое построение старинной сюиты, правда, значительно его омолодив.<…> Тематический материал в ней состоит из коротких отрезков, различные звуковые комбинации которых и образуют развитие. А сами эти развивающиеся эпизоды цепляются друг за друга без малейшей остановки, составляя единую непрерывную музыкальную ткань. Такими приёмами охотно пользовался Бах и некоторые его преемники.— Roussel A. «Guide de Concert». — 23 nov. 1928.
Таким образом, главную черту своего неоклассицизма назвал сам Руссель: это была не архаика или возврат к «прекрасной старине», а омоложение стиля. Классические формы и приёмы развития применялись им к современному музыкальному языку. После «Suite in Fa», своеобразного манифеста русселевского неоклассицизма, всё оставшееся время активной творческой жизни композитор продолжает идти по линии шлифовки и развития найденных и принятых им для себя музыкальных форм.
Третья симфония g-moll (1929—1930) и Четвёртая симфония A-dur (1934) представляют собой новые вершины в трактовке традиционного четырёхчастного симфонического цикла. Одновременно Руссель активно работает над дальнейшим «просветлением» и очищением своего стиля от «какофонии», в которой когда-то мягко упрекнул его Эрик Сати, одновременно стараясь не потерять современности музыкального языка. Своеобразным полигоном для этого движения становятся многочисленные камерные и концертные симфонические произведения, появившиеся в конце 1920-х годов, среди которых можно выделить Концерт для малого оркестра (1926—27), Концерт для фортепиано с оркестром (1927) и Маленькая сюита для оркестра (1929).
Третья симфония, написанная к 50-летию Бостонского симфонического оркестра, посвящена его дирижёру Сергею Кусевицкому и впервые была исполнена им в Бостоне, 17 октября 1930 года. Отзывы критики были почти единодушны: Руссель предложил истинно новаторское и одновременно классически стройное произведение. Третья симфония буквально поражает динамизмом, волевой силой и выпуклой рельефностью тематического материала. Вместе с тем она истинно по классически сжата и уравновешена во всех своих частях.

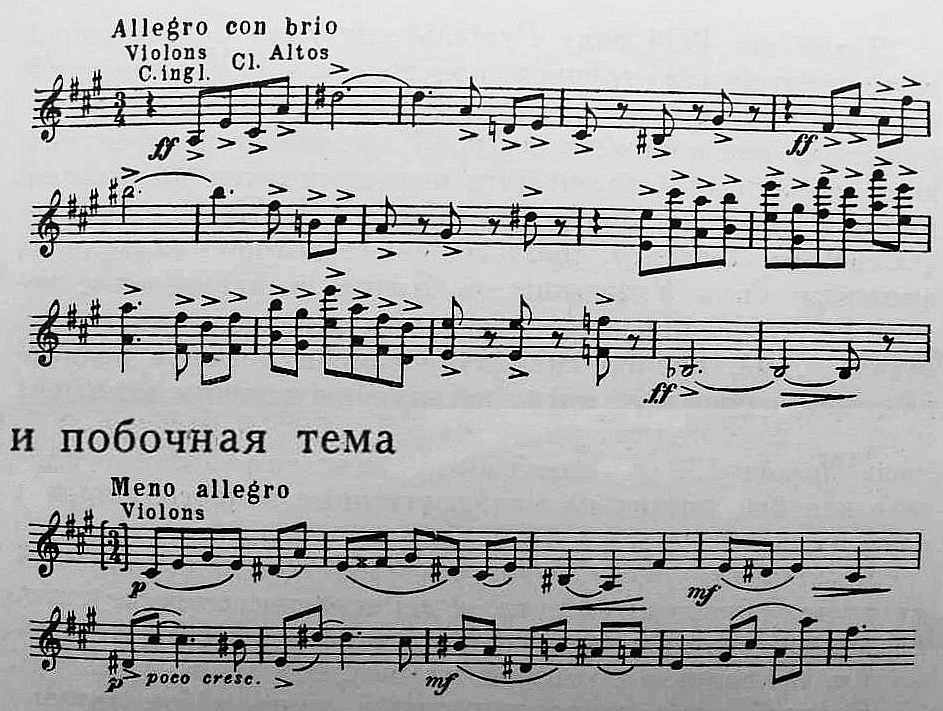
Альбер Руссель, Симфония № 4, первая часть, главная и побочная темы

Созданию Четвёртой симфонии непосредственно предшествовала Симфониетта для струнного оркестра в трёх частях, написанная Русселем на едином дыхании, всего за три недели (12 июля — 6 августа 1934 года). Это остроумное и яркое концертное сочинение предназначалось для нашумевшего тогда женского струнного оркестра под управлением Жанны Эврар и было исполнено с большим успехом 19 октября 1934 года в зале Гаво. Что также весьма показательно, во всех упомянутых сочинениях начисто отсутствует даже малейший намёк на какую-то программность или театральность; говоря более определённо, это и есть образцы того самого «чистого симфонизма», который обыкновенно считался совершенно нехарактерным для французской музыки.
В 1930 году (с июня по декабрь) Руссель создаёт одно из своих наиболее известных театральных сочинений — балет «Вакх и Ариадна». Несмотря на вполне «равелевское» название, в котором ощущается перекличка с «Дафнисом и Хлоей», балет является совершенно классическим как по форме, так и по музыкальному языку. Партитура «Вакха и Ариадны» находится вполне в русле Третьей и Четвёртой симфоний, однако не является чистой и отдельной от спектакля. Основной своей задачей в театральной музыке Руссель считал подчинение партитуры основному драматургическому и сюжетному развитию. Премьера балета состоялась 22 мая 1931 года в хореографии Сержа Лифаря и имела большой успех.
Последним обращением Русселя к античности и театру (весной 1935 года) стал его балет с хорами «Эней» (по «Энеидам» Вергилия). Пытаясь воспроизвести в своём балете основные синтетические черты античной трагедии, Руссель на деле создаёт новую форму спектакля, в которой сочетаются черты балета-пантомимы с отдельными элементами оратории и кантаты. Впервые «Эней» был исполнен в 1935 году в Брюсселе на сцене Дворца Искусств. Большой успех премьеры вызвал международный резонанс, и в том же году состоялась постановка «Энея» и в миланском театре La Scala. Париж, несколько замешкавшись, увидел «Энея» в Grand Opera уже после смерти Русселя, в 1938 году.
Последним крупным сочинением Русселя стала «Фламандская рапсодия» (написанная в апреле-июне 1936 года), в которой он вернулся и отдал дань народной музыке своей малой родины. Туркуэн, где прошло детство Русселя и где многие столетия жили его предки, находится во французской области Фландрии, бо́льшая часть которой вошла в состав территории Бельгии. Руссель часто любил подчёркивать своё фламандское происхождение и не без удовольствия отмечал в собственном характере многие национальные черты. «Фламандская рапсодия» написана на материале пяти подлинных фламандских мелодий, которые Руссель почерпнул из сборника бельгийского фольклориста Эрнеста Классона — «Народные песни бельгийских провинций». Большую часть из этих песен Руссель знал с детства. Рапсодия начинается торжественной декламацией песни «Осада Бург-оп-Зома», затем в разработку включается «Боевая песня гёзов», отдельный эпизод образует лирическая «Колыбельная» а за ней следует плясовая песенка «Карелтье». По сравнению с другими симфоническими сочинениями Русселя, музыкальное построение «Фламандской рапсодии» очень просто, но тембровая и полифоническая изобретательность превращает её в заразительно весёлую и остроумную концертную пьесу, в которой большой композитор как бы приближает свою музыку к самому широкому слушателю. По всей видимости, это было прямым откликом Русселя на тяжёлую предвоенную политическую ситуацию середины 1930-х годов. Достаточно сказать, что непосредственно перед созданием своей рапсодии Альбер Руссель был избран президентом Народной музыкальной федерации Франции, главная задача которой — была сближение академического искусства с массовым слушателем. Исполненная впервые в Брюсселе 12 декабря 1936 года и в Париже 21 января 1937 года (по управлением Шарля Мюнша, «Фламандская рапсодия» очень быстро стала одним из самых популярных и часто исполняемых произведений Русселя.
В завершении остаётся перечислить только наиболее значительные работы третьего периода творчества Альбера Русселя: это, прежде всего, «Suite in Fa» ор.33 для оркестра (1926), Концерт для малого оркестра ор.34 (1926—1927), Симфония № 3 соль минор ор.42 (1929—1930), «Вакх и Ариадна» балет ор.43 (1930), Симфониетта для струнного оркестра ор.52 (1934), Симфония № 4 ля мажор ор.53 (1934), «Эней» балет с хорами ор.54 (1934), «Фламандская рапсодия» для оркестра ор.56 (1936), Концертино для виолончели и оркестра ор.57 (1936) и струнное трио ор.58 (1937).

## Сочинения Альбера Русселя
Оперы
Падмавати, опера-балет в 2-х действиях, соч. 18 (1913-18), пост. Парижская опера, 1 июня 1923
Рождение лиры, опера (лирическая сказка) в 1 действии, соч. 24 (1923-24), пост. Парижская опера, 1 июля 1925
Завещание тётушки Каролины, комическая опера в 3-х действиях (1932—1933), пост. 14 ноября 1936
Балеты
Пир паука, балет в одном действии, соч. 17 (1912), пост. Париж, 3 апреля 1913
Сарабанда, номер для коллективного детского балета «Веер Жанны» (1927), пост. Париж, 16 июня 1927
Вакх и Ариадна, балет в двух действиях, соч. 43 (1930), пост. Парижская опера, 22 мая 1931
Эней, балет для хора и оркестра, соч. 54 (1935), пост. Брюссель, 31 июля 1935
Музыка для театра
Продавец песка, музыка к спектаклю по сказке Жоржа Жан-Обри, соч. 13 (1908), пост. Гавр, 16 декабря 1908
Вступление ко 2му акту пьесы Ромена Роллана «Четырнадцатое июля» (1936), пост. Париж, 14 июля 1936
Эльпенор, радиофоническая поэма для флейты и струнного квартета, соч. 59 (1937), пост. Брюссель, 1947
Сочинения для оркестра
Воскресение, Прелюдия для оркестра ор. 4 (1903)
Симфония № 1 ре минор «Поэма леса», Op. 7 (1904—1906)
Заклинания для солистов, хора и оркестра, соч. 15 (1910-11)
Падмавати, сюиты из оперы № № 1 & 2, соч. 18 (1918)
К весеннему празднику, симфоническая поэма, Op. 22 (1920)
Симфония № 2 си-бемоль мажор, соч. 23 (1919—1921)
Сюита для оркестра фа мажор, соч. 33 (1926)
Концерт для маленького оркестра (1926—1927)
Маленькая сюита, соч. 39 (1929)
Симфония № 3 соль минор, соч. 42 (1929-30)
Симфониетта для струнного оркестра, соч. 52 (1934)
Симфония № 4 ля мажор, соч. 53 (1934)
Фламандская рапсодия, соч. 56 (1936)
Концерты
Концерт для фортепиано с оркестром соль мажор, соч. 36 (1926-27)
Концертино для виолончели с оркестром, соч. 57 (1936)
Вокально-оркестровые сочинения
Боевая песнь франков для мужского хора, духовых и ударных ad libitum (1926)
80й Псалом для тенора, хора и оркестра, соч. 37 (1928)
Для духового оркестра
Великий день, соч. 48 (1932)
Камерная музыка
Фортепианное трио ми-бемоль мажор, Op.2 (1902)
Дивертисмент для фортепиано и квинтета духовых, Op.6 (1906)
Соната № 1 для скрипки и фортепиано, Op.11 (1907-08)
Экспромт для арфы соло, Op.21 (1919)
Игроки на флейте (фр. Joueurs de flûte) для флейты и фортепиано, Op.27 (1924)
Соната № 2 для скрипки и фортепиано, Op.28 (1924)
Сеговия для гитары (или фортепиано), Op.29 (1925)
Серенада для флейты, струнного трио и арфы, Op.30 (1925)
Дуэт для фагота и контрабаса (1925)
Ария для гобоя и фортепиано (1927-28)
Трио для флейты, альта и виолончели, Op.40 (1929)
Струнный квартет, Op.45 (1931-32)
Анданте и Скерцо, для флейты и фортепиано, Op.51 (1934)
Свирель, для флейты-пикколо и фортепиано (1934)
Трио для струнных, Op.58 (1937)
Анданте из неоконченного трио для гобоя, кларнета и фагота (1937)
Фортепианная музыка
Прошедшие часы, op.1 (1898)
История с куклой (1904)
Деревенские танцы, op.5 (1906)
Сюита в фа-диез, op.14 (1910)
Маленький канон перпетуум (1913)
Сонатина, op.16 (1914)
Сомнения (1919)
На приёме у Муз (Посвящение Дебюсси) (1920)
Прелюдия и фуга (Посвящение Баху), op.46 (1932)
Три пьесы, op.49 (1933)
Органные пьесы
Прелюдия и Фугетта, соч. 41 (1929)
Вокальные произведения
Четыре поэмы Анри де Ренье, op.3 (1903)
Четыре поэмы Анри де Ренье, Op.8 (1907)
Угроза, соч. 9 (1907—1908)
Пламя соч. 10 (1908)
Две китайские поэмы op.12 (1908)
Два романса Op.19 (1918, оркест. 1928)
Два романса Op.20 (1919)
Две поэмы Ронсара для флейты и сопрано, Op.26 (1924)
Анакреонтические оды op.31 (1926)
Анакреонтические оды op.32 (1926)
Две китайские поэмы соч.35 (1927)
Вокализ (1927)
Ночной джаз Op.38 (1928)
Вокализ (1928)
Цветок для моей дочери, романс на ст. Д.Джойса (1931)
Две идиллии Op.44 (1932)
Две китайские поэмы op.47 (1932)
Два романса Op.50 (1934)
Два романса Op.55 (1935)
Для хора а капелла
Два мадригала для 4х голосов (1897)
Мадригал для муз для 3х женских голосов (1923)